# Rantajärvi, Övertorneå kommun
Rantajärvi är en småort i Svansteins distrikt (Övertorneå socken) i Övertorneå kommun nordväst om Svanstein. Rantajärvi by etablerades vid sjön med samma namn 1768 under den tiden då inlandet koloniserades. 

## Etymologi
Rantajärvi är ett finskt namn och översätts på svenska som "Strandsjön". Ranta betyder strand och järvi betyder sjö.

## Historia
Rantajärvi ligger i Övertorneå socken. I samband med kommunreformen 1863 bildades Övertorneå landskommun, som Rantajärvi tillhörde fram till 1 januari 1971, då landskommunen ombildades till Övertorneå kommun, som Rantajärvi sedan dess har tillhört. 

### Befolkningsutveckling
| Befolkningsutvecklingen i Rantajärvi 1950–2015                                                  | Befolkningsutvecklingen i Rantajärvi 1950–2015 | Befolkningsutvecklingen i Rantajärvi 1950–2015 | Befolkningsutvecklingen i Rantajärvi 1950–2015 | Befolkningsutvecklingen i Rantajärvi 1950–2015 |
| ----------------------------------------------------------------------------------------------- | ---------------------------------------------- | ---------------------------------------------- | ---------------------------------------------- | ---------------------------------------------- |
|                                                                                                 |                                                |                                                |                                                |                                                |
| År                                                                                              |                                                |                                                | Folkmängd                                      | Areal (ha)                                     |
| 1950                                                                                            | 1950                                           |                                                | 345                                            | ##                                             |
| 1960                                                                                            | 1960                                           |                                                | 260                                            | 35                                             |
| 1965                                                                                            | 1965                                           |                                                | 251                                            | 31                                             |
| 1970                                                                                            | 1970                                           |                                                | 213                                            | 31                                             |
| 1990                                                                                            | 1990                                           |                                                | 170                                            | 47#                                            |
| 1995                                                                                            | 1995                                           |                                                | 129                                            | 51#                                            |
| 2000                                                                                            | 2000                                           |                                                | 118                                            | 52#                                            |
| 2005                                                                                            | 2005                                           |                                                | 102                                            | 51#                                            |
| 2010                                                                                            | 2010                                           |                                                | 78                                             | 51#                                            |
| 2015                                                                                            | 2015                                           |                                                | 66                                             | 40#                                            |
| Anm.: Upphörde som tätort 1975. ## Som tätort/befolkningsagglomeration 1920–1950. # Som småort. |                                                |                                                |                                                |                                                |

På grund av förändrat dataunderlag hos Statistiska centralbyrån så är småortsavgränsningarna 1990 och 1995 inte jämförbara. Befolkningen den 31 december 1990 var 134 invånare inom det område som småorten omfattade 1995. Den 2 november 2016 fanns det enligt Ratsit 87 personer över 16 år registrerade med Rantajärvi som adress.